# A-122
La carretera A-122 pertenece a la red de carreteras autonómicas de Aragón.Tiene una longitud aproximada de 42,7 km. Une la localidad de Figueruelas (en la RIbera Alta del Ebro) con la localidad de La Almunia de Doña Godina (en la comarca de Valdejalón), siguiendo el curso del Río Jalón.
Atraviesa los municipios de Figueruelas, Grisén, Pleitas, Bárboles, Bardallur, Urrea de Jalón, Rueda de Jalón, Lumpiaque, Épila, Lucena de Jalón, Calatorao y La Almunia de Doña Godina.
Los primeros 3 kilómetros de la A-122 (correspondientes a la fábrica de PSA en España) son de doble carril, con limitación de velocidad a 100 km/h (primer kilómetro y medio) y posteriormente a 70 km/h. 
Se trata de una vía de gran importancia, pues sirve para conectar la Autovía del Nordeste (A-2; Madrid-Barcelona) con el corredor del Ebro (A-68; AP-68) sin necesidad de pasar por Zaragoza, ahorrandose así numerosos kilómetros. 